# اکبر جوجه

لوگوی اکبر جوجه

اکبر جوجه، عنوان رستوران‌های زنجیره‌ای است که توسط علی‌اکبر کلبادی نژاد و برادرانش در سال ۱۳۲۳ در یک غذاخوری کوچک در اطراف شهرستان گلوگاه تأسیس شد. اکبرجوجه به نوعی غذای خاص که توسط همین رستوران‌ها سرو می‌شود نیز گفته می‌شود.

## تاریخچه
در سال ۱۳۲۳ رستوران اکبر جوجه در جاده قدیم شهرستان گلوگاه (واقع در شرق استان مازندران) افتتاح شد. علی اکبر کلبادی نژاد با همکاری برادرانش به تدریج شعبه‌هایی در نقاط مختلف مازندران و گلستان راه‌اندازی کردند. امروزه رستوران‌های زنجیره‌ای اکبر جوجه در استان‌های مختلف ایران شعبه دارند و همگی دارای لوگوی هماهنگ، با ذکر نام اکبر جوجه و برادران کلبادی، هستند.

### سو استفاده از نام تجاری
در دهه ۷۰ تعداد زیادی رستوران تحت عنوان اکبر جوجه افتتاح شد که این امر شکایت برادران کلبادی را به عنوان صاحبان نام تجاری «اکبر جوجه» به همراه داشت.

### غذا
غذای اکبر جوجه هم‌اکنون به صورت یکی از غذاهای محلی مازندران درآمده است.
اگرچه معروف است که جوجه های استفاده شده در این غذا به صورت خاص پرورش داده می شوند و تنها برای شعبه های اصلی این برند قابل تامین هستند اما طرز تهیه اکبر جوجه با استفاده از مرغ های موجود در بازار نیز در وبسایت های بسیاری آموزش داده شده است که می توانند برای بسیاری که امکان دسترسی به شعبه های این برند معروف ایرانی را ندارند کمک کننده باشد.